# Водинская (станция)
Во́динская — железнодорожная станция Самарского региона Куйбышевской железной дороги, расположенная в посёлке городского типа Новосемейкино Красноярского района Самарской области. Названа из-за выбранного, низменного и заболоченного места для строительства станции. Станция Водинская была построена в низине, куда стекает талая или дождевая вода с возвышенностей и образовывает небольшие озера. Ближайшее из которых озеро Водино, распалогающееся немного южнее станции. В Новосемейкине находится три станции «Водинская», «Новосемейкино» и «Радиоцентр». Станция Водинская имеет надземный пешеходный мост в две стороны с выходами к улицам, аллею «Белые журавли», наземную парковку, Офис по оформлению документов Самарского агентства фирменного транспортного обслуживания на станции Водинская.

## История станции
```
Информация взята из статьи музея пгт. Новосемейкино:

Железная дорога в Новосемейкино (по воспоминаниям Е. С. Курочкиной)
```

Строилась железная дорога с 1938 по 1940 гг. Сначала был только один путь, так называемая «однопутка». Строили её заключенные. Дорога относилась к Министерству авиационной промышленности и связывала Красную Глинку, ст. Сок, Царевщину, Старосемейкино, Новосемейкино (через станцию Водинская), Мехзавод, Сортировочную, 1-ю станцию.
Станция Безымянка была пунктом передачи по приему и отправлению поездов на Красноглинскую ветку.
По Красноглинской ветке курсировали поезда с паровозами. Перевозили лес, бутовый камень, песок, щебень для строительства заводов № 1 («Прогресс»), № 18 («им. Фрунзе»), № 24, № 365. Пассажиров перевозили в крытых вагонах с полками из досок.
В 1945 г. появились деревянные пассажирские вагоны. Билеты продавали проводники вагонов. В сутки проходило 3-4 поезда. Люди ездили на рынок, на работу, на учёбу из деревень и сел Красноярского района.
В 1952 году Красноглинская ветка железной дороги (на которой было построено или перестроено большинство ныне существующих станций в том числе и станция Водинская) была принята Куйбышевской железной дорогой и стала называться «Красноглинское отделение железной дороги имени В. В. Куйбышева». Станция Водинская с 1952 года обеспечивала приём грузов в адреса колхозов Серного завода, Стройкомбината, радиостанции имени А. С. Попова и отправку грузов по различным направлениям.

В 1961 году участок был электрифицирован, стали ходить поезда. В это время построили и второй путь до Старосемейкино. С 1961 года были введены новые названия станций: Средневолжская, Козелковская, 176 км, Водинская, 172 км, 168 км . А в 1967 году в эксплуатацию была введена электрическая централизация, были сокращены стрелочники.
В 2016 году произошла модернизация и реконструкция пассажирских платформ по программе ОАО "РЖД" направленной на профилактику непроизводственного травматизма на КБшЖД

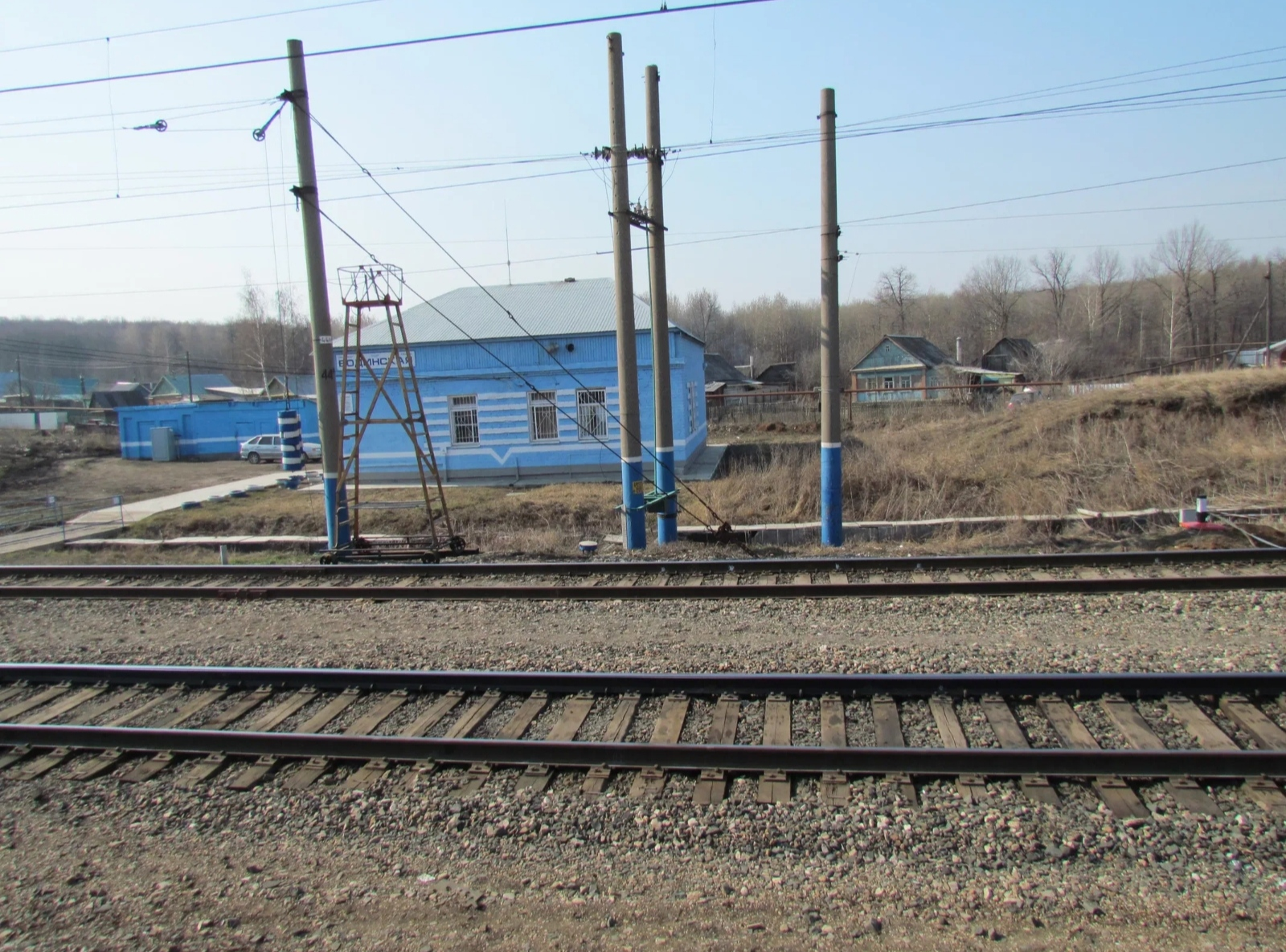
Станция Водинская до реконструкции

В ноябре 2020 года на станции было отстроено полностью новое здание для работников по программе ОАО "РЖД" по улучшению условий и охраны труда.

## География станции
Станция названа в честь села Водино, которое находится в 5 км на северо-востоке от самой станции. Станция располагается чуть южнее центральной части пгт.Новосемейкино и жд линия на которой расположена станция делит посёлок на две части (Большую и малую). Относительно административного центра Красноярского муниципального района Красный Яр станция находится в 14 км на юг. И примерно в 1,5 км от границы города Самара (примерно в 22 км от центральной части г. Самара).

## Соседние станции

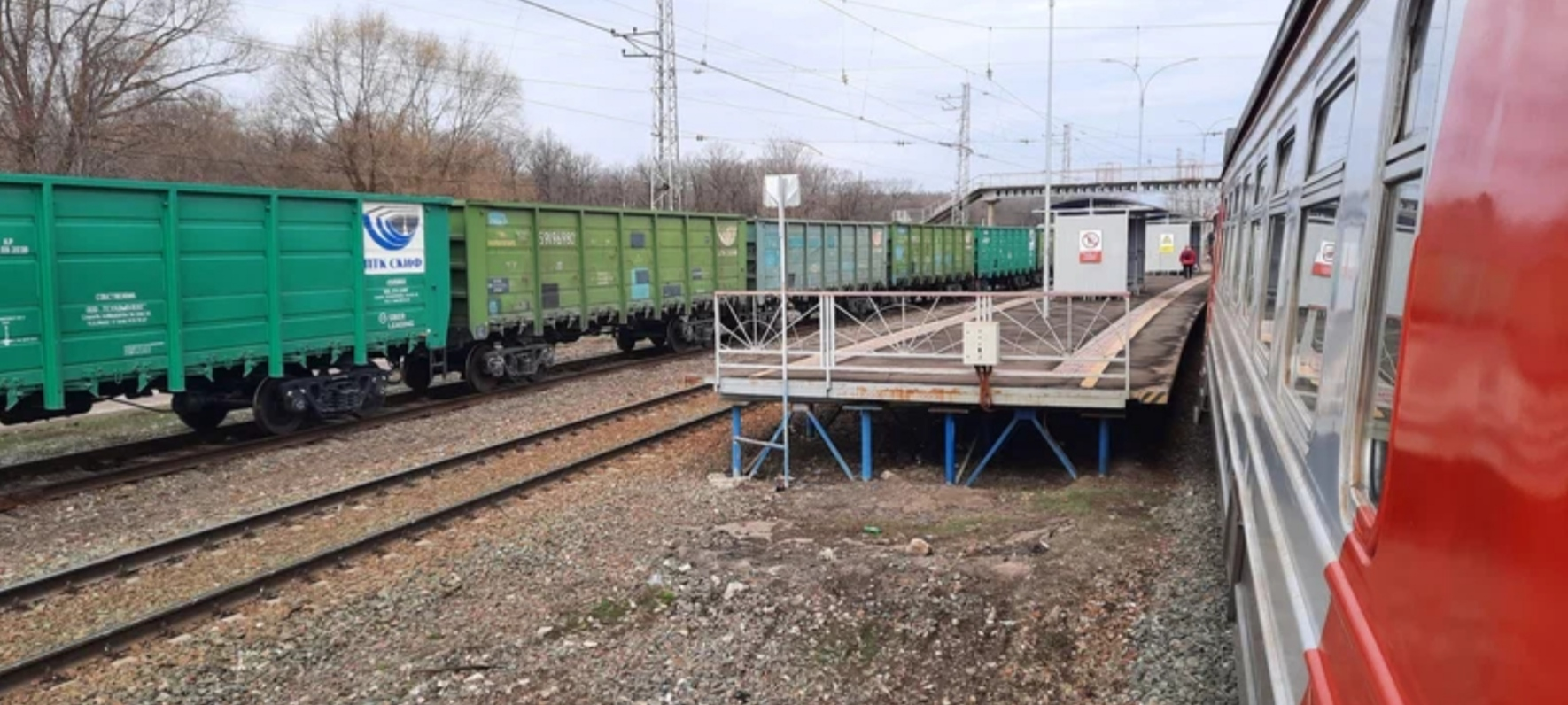
Фотография станции из окна поезда

Станция располагается между станциями «Радиоцентр» и «Новосемейкино» на железнодорожной линии Самара – Жигулёвское море - Сызрань Куйбышевской железной дороги.

## Перевозки
Железнодорожная линия Самара — Жигулёвское море — Сызрань, проходящая через станцию Водинскую, обеспечивает пассажирские и грузовые перевозки, связанные с городами Самара, Тольятти, Жигулёвск, Сызрань. В то же время эта линия является северным обходом загруженного пути на участке Кинель — Звезда — Сызрань.
При запуске скоростного электропоезда «Ласточка» станция Водинская не была включена в маршрут, что вызвало недовольство жителей посёлка Новосемейкино.